# Edda Bustamante
Edda Bustamante (San Juan, 1 de mayo de 1945) es una reconocida actriz argentina de cine, teatro y televisión. Símbolo sexual del país (particularmente durante la década de 1980), apareció en numerosas tapas de revistas nacionales, incluyendo famosamente la revista Playboy, y se destacó en películas de comedia erótica (o "picarescas"). Obtuvo aún mayor popularidad en la televisión durante los años 90. En teatro se la considera como una de las intérpretes más representativas del Under Porteño, al igual que en el cine argentino de los '80s.

## Biografía
Edda Bustamante estudió ballet, jazz y otras danzas en la academia de danzas de Nebita Alladio de González Maceyra, en la ciudad de San Juan, donde se recibió en 1967. También se recibió de profesora de música.
Vivió unos años en la ciudad de Mendoza, donde fundó con María Cristina Hidalgo (una amiga de la adolescencia) una academia de danza y gimnasia.
Fue contratada por el director porteño Éber Lobato, quien la llevó a vivir a Buenos Aires.
Desde su debut en televisión hasta la actualidad, es considerada una de las intérpretes Argentinas más representativas, destacando en obras como Derechas, Flores de Tajy, entre otras. Destaca por ser una persona de gran carácter, forma de ser muy abierta y espiritual lo cual es también lo que la llevó al éxito y a mantenerse en el ojo público.
En 1989 Ataque 77 lanzó un tema titulado Caminando por el Microcentro (EDDA) que se ha convertido en un clásico del rock nacional y hace alusión a un enamoramiento hacia la actriz, esta canción ha ayudado a la vigencia de la actriz.
Desde los 2000 hasta la actualidad se ha volcado especialmente al Teatro donde ha cosechado notable éxito, sin embargo, en sus asiduas apariciones en TV ha generado gran polémica y popularidad.

## Vida privada
En 1981 comenzó un romance con el actor argentino Germán Kraus. También se conoce [cita requerida]que mantuvo una larga relación con el también actor Rolo Puente.
Edda ha manifestado haber tenido grandes amores en su vida. Sin embargo a pesar de que sus exparejas querían tener hijos con ella, nunca le convenció la idea de tenerlos.
Su familia reside en San Juan, donde pasó gran parte del confinamiento por la pandemia del COVID-19.

## Cine
| Año  | Título                                 | Personaje             | Notas             |
| ---- | -------------------------------------- | --------------------- | ----------------- |
| 1977 | La obertura                            |                       |                   |
| 1981 | La pulga en la oreja                   | Olimpia               |                   |
| 1981 | De la misteriosa Buenos Aires          | Varios personajes     |                   |
| 1984 | En retirada                            | Cecilia               |                   |
| 1985 | Los gatos (Prostitución de alto nivel) | Marlene               |                   |
| 1986 | Correccional de mujeres                | Laura Riguiera        |                   |
| 1987 | La clínica del Dr. Cureta              | Abotonada             |                   |
| 1996 | Vete de mí                             | Marina                | Cortometraje      |
| 1997 | El sueño de los héroes                 | Baby                  |                   |
| 1999 | Tesoro mío                             | Dolores               |                   |
| 2000 | Esperando al mesías                    | Mujer de la trampa    | Cameo             |
| 2004 | Los inquilinos del infierno            | Médium                | Película española |
| 2004 | Como mariposas en la luz               | Laura                 |                   |
| 2010 | Zinatram, un argentino de viaje        | Balbina               |                   |
| 2011 | Olympia                                | Lebon                 |                   |
| 2012 | Helena                                 | Elsa                  |                   |
| 2013 | Nos habíamos ratoneado tanto           | Lucrecia              |                   |
| 2013 | No somos animales                      | Adelina Sarmiento     |                   |
| 2016 | Resentimental                          | Maestra de meditación |                   |
| 2019 | Cartero                                | Sra Grois             |                   |

## Televisión
Ficciones
| Año       | Título                               | Personaje                                 |
| --------- | ------------------------------------ | ----------------------------------------- |
| 1976      | Recordar los años                    |                                           |
| 1977      | Flor de barro                        | Monja                                     |
| 1978      | Yo la vi primero                     | Mónica                                    |
| 1978      | El combate                           | Ángela                                    |
| 1980      | A todas horas                        | Luciana Grossi                            |
| 1981      | Teatro de humor                      | Susana "Ep: Soy un sinvergüenza"          |
| 1982      | El oriental                          | Morena                                    |
| 1982      | Viva América                         | Sofía                                     |
| 1983      | Extra Tato                           | Teresa                                    |
| 1985      | Juana Iris                           | Cathy                                     |
| 1986      | Frente al sol                        | Sara Zamudi                               |
| 1987      | Matrimonios y algo más               | Varios personajes                         |
| 1988      | Las hormigas                         | Paula                                     |
| 1988-1989 | El mago                              | Laura Roldan                              |
| 1990      | Amigos son los amigos                | Marcela                                   |
| 1991      | Cosecharás tu siembra                | Narella Colucci                           |
| 1992      | Signos de medianoche                 | Rebeca López                              |
| 1993      | Déjate querer                        | Vanesa Machado                            |
| 1998      | Gasoleros                            | Victoria                                  |
| 2000-2001 | Ilusiones (Compartidas)              | Marina / Tracy                            |
| 2001      | Los amantes                          | Griselda                                  |
| 2002      | Tumberos                             | Marta                                     |
| 2002      | Rebelde Way                          | Madre de Vico                             |
| 2003      | Costumbres argentinas                | Marianne "Mimi"                           |
| 2004      | De la cama al living                 | Verónica "Ep: Situación de medianoche"    |
| 2005      | Mujeres asesinas                     | Juana "Ep: Brujas incautas y falsa mujer" |
| 2006      | El tiempo no para                    | Karen                                     |
| 2006      | Casados con hijos                    | Carcelera "Ep: Enjauladas"                |
| 2006      | Mujeres asesinas 2                   | Susi "Ep: Elvira, madre abnegada"         |
| 2009      | Mitos, crónicas del amor descartable | Nora                                      |
| 2009      | Circo Rojo                           | Agustína Olasabal                         |
| 2011      | Un año para recordar                 | Patricia                                  |
| 2012      | Graduados                            | Milagros                                  |
| 2015      | Se trata de nosotros                 | Bustos "Ep: Donde manda capitán"          |
| 2017      | El jardín de bronce                  | Sonia Garcilazo                           |
| 2020      | La persuasión                        | Ella misma                                |
| 2022      | Diario de un gigoló                  | Maia                                      |

Programas
| Año  | Título                 | Rol                            |
| ---- | ---------------------- | ------------------------------ |
| 1982 | Los retratos de Andrés | Coconductora invitada          |
| 2001 | Reality, reality       | Participante                   |
| 2015 | Duro de domar          | Panelista / Actriz en sketches |

## Teatro
Edda Bustamante tiene una extensísima carrera en los escenarios pasando por el Teatro Nacional Cervantes, el Teatro Maipo, el Teatro Sarmiento y el Teatro General San Martín, entre otros,y de la mano de directores que fueron desde Éber Lobato hasta José María Muscari, con quien hizo la obra Fetiche y trabajó en Onda Cine para cine y televisión. Entre algunos de sus espectáculos se destacan:
- 1974: Lolitas pintadas.
- 1974: Pippin junto a Tincho Zabala, Beatriz Bonnet, Luisina Brando, Gloria Guzmán, Raúl Lavié. Adriana Parets, Orlando Ramírez, Cristina Cinza, Elsa Marval, Jorge Cutello, Sergio Villar, Elsa Novak, Helen Jackson, María de los Ángeles Narvaja, Mario Lorenzo, Eduardo Helling, Violeta Millán, Emilio Vigo, Guillermo Marín, Guadalupe, Alberto Campanini, Enrique Ibarreta, Osvaldo Alé y Rafael Cini - Teatro El Nacional.
- 1977: Chicago junto a Nélida Lobato, Marty Cosens, Ambar La Fox, Juan Carlos Thorry, Jovita Luna, Alberto Campanini, José Luis López, Carola Cutaia, Domingo Basile, Alicia Savio, Fernando Lewis, Lucio Zarlenga, Graciela Crisafi, Hugo Gómez, Cristina Fernández, Marta Monteagudo, Rubén Cuello, Estela Arcos, Oscar Yalj y Charles Belyea - Teatro El Nacional.
- 1977: Locas del verano 2000 junto a Dringue Farías, Gogo Andreu, Adriana Parets, Los Anchart, Graciela Amor, Cristina Sabatini y Gisel Ducal - Teatro Cómico.
- 1978: Aquí no podemos hacerlo junto a Graciela Pal, Ana María Cores, Luisa Albinoni, Sandra Mihanovich, Dalma Milebo, Deborah Warren, Juan Leyrado, Edgardo Moreyra, Ricardo Pashkus, Graciela García Caffi y Enrique Quintanilla. - Teatro Embassy.
- 1979: Los tres etcéteras de don Simón junto a Alfredo Iglesias, Cuny Vera, Mónica Galán, Domingo Basile, Julio González Paz, Adolfo Kaiser, Arturo Blas y César Cimini Zama - Teatro Larreta.
- 1980: A chorus line, de Alejandro Romay junto a Susana Agüero, María Bosch, Andrea Ceruse, Alberto Denis, Manoel Dos Santos, Hugo Gómez, Lelio Incrocci, Toni Lestingi, Misael López, Mario Martínez, Sonia Meziat, Yeni Patiño, Oscar Pimentel, Analía Shiral, Vicky Schocron, Esteban Wozniuk, Graciela González y Raúl Casineiro - Teatro El Nacional.
- 1982: La mujer del domingo junto a Rosa Rosen, Marcos Zucker, María Maristany y Gustavo Garzón - Teatro El Globo.
- 1982: La cosa se está poniendo peluda de Hugo Sofovich junto a Don Pelele, Tristán, Lynn Allison, Petty Castillo, Pepe Armil, Turco Salomón, Julio Fedel, Norma Sedeil, Nancy Rey, Silvia Peyrou, Pedrito Rico y El Mago Satani - Teatro Metropolitan.
- 1983: Blues de la Calle Balcarce , de Sergio de Cecco, dirigida por Villanueva Cosse junto a Roberto Aita, Diego Avendaño, Floria Bloise, Osvaldo Bonet, Jorge Daniel Cabaut, Franklin Caicedo, José Luis Calandrón, Luis Campos, Eduardo Cid, Sergio Corona, Mauricio Dayub, Jorge Doallo, Elisa Fernández Navarro, Fernando Gamao, Eduardo García, Fernando García, Darío Garzay, Adriana Genta, Irene Grassi, Zelmar Gueñol, Tito Haas, Juan Carlos Juárez, Carlos Alberto Lladó, Víctor Manso, Rogelio Martínez, Fernando Martirén, Felipe Méndez, Osvaldo Messina, Natan Pinzón, Alejandro Polledo, Jorge Pronzatti, Lorenzo Quinteros, Verónica Rohan, Nacho Rossetti, Humberto Serrano, Edmundo Soárez Neto, Walter Soubrié, Rubén Szuchmacher, César Tate, Jorge Traba y Federico Wolff - Teatro Xirgu - Espacio Untref.
- 1983: El último que apague la luz junto a Susana Giménez, Juan Carlos Calabró, Guillermo Bredeston, Nora Cárpena, Emilio Disi, Dorys Del Valle y Ana María Campoy - Teatro Hermitage de Mar del Plata.
- 1985: Oh! Calcutta!.
- 1986: Dulce caridad junto a Jorge Martínez, Guadalupe (actriz), Mariquita Gallegos, José María Langlais, Adriana Salgueiro, Sergio Velasco Ferrero, Jacques Arndt, Perla Caron, Ricardo Dupont, Guillermo Fernández, Francisco Condoleo y Guillermo Angelelli - Teatro Lola Membrives.
- 1989: Los casos de Juan junto a Ignacio Alonso, César André, Alicia Bellán, Román Caracciolo, Ernesto Claudio, Osvaldo De Candia, María De La Paz Pérez, Vita Escardó, Vanina Fabiak, Livia Fernan, Marcelo Grau, Julián Howard, Willy Lanni, Sandro Nunziaía, Guillermo Renzi, Rodolfo Rodas, Carlos Román y Roberto Saiz - Teatro San Martín.
- 1992: Trescientos millones junto a Belén Blanco, Alejandra Boero, Ernesto Claudio, Sergio Corona, Ernesto Larrese, Onofre Lovero, Carlos Marchi, Graciela Martinelli, Miguel Ángel Martínez, Elena Petraglia, Néstor Hugo Rivas, Perla Santalla y Rita Terranova - Teatro San Martín.
- 2001: Edda en llamas.
- 2003: El hombre del destino junto a Claudio García Satur, Luisa Kuliok, Guido Kaczka y Diego Olivera - Teatro Regina - Tsu.
- 2003: Perejiles - Unipersonal - Andamio ´90.
- 2006: Fanáticas del espectáculo junto a Karen Reichardt, Marixa Balli, Sandra Smith y elenco - Teatro Holiday Cinema Villa Carlos Paz de Córdoba.
- 2007/2008: Fetiche junto a Mariana A, Hilda Bernard, Carla Crespo, María Fiorentino y Julieta Vallina - Teatro Sarmiento y Teatro La Comedia.
- 2010: Vagones transportan humo - Unipersonal - Teatro El Cubo.
- 2013/2014 Algunas mujeres a las que les cagué la vida de Neil LaBute.[5] junto a Julieta Cayetina, Marcelo Cosentino, Miriam Lanzoni y Lara Ruiz - Teatro Picadilly, Teatro Broadway, Cine Teatro Helios, Teatro La Baita, Complejo Cultural Centro Chaqueño (Ex Teatro Español), Teatro Auditórium San Isidro y Teatro Güemes.
- 2013/2014: Fragmentos de un encuentro junto a Pablo Ini - Facultad de Ciencias Económicas y Teatro Sha.
- 2015: Show Time junto a Silvana Chivi Seeward y Sebastián Cardillo - Espacio por el Arte de Bahía Blanca.
- 2015: Se dice de mi - Espectáculo de tango junto a músicos y bailarines - Teatro Unión de Pergamino.
- 2016: Edda & Friends junto a Grupo Bilieven - En G104 de Capital Federal.
- 2016: La casa de Bernarda Alba.
- 2018: Extinguidas.
- 2018-2019: Derechas, junto con: Mimí Pons, Cristina Alberó, Carolina Papaleo, Katja Alemann, Emilia Mazer, Edda Díaz, María Fernanda Callejón, Paula Morales y Juana Repetto. Dirección: José María Muscari.
- 2019-2020: Flores de Tajy, junto con: Willy Lemos. Dirección: Valeria Ambrosio.
- 2019: Como Evitar Enamorarme de un Boludo
- 2020: Actitud Ganadora
- 2021: Quince Días para Hablar de Amor
- 2022: Divino divorcio con Rodolfo Ranni. Con dirección de Alberto Lecchi.
- 2024: Sex, con Diego Ramos, Noelia Marzol, Adabel Guerrero, Sebastian Francini, entre otros.

Actuó tanto en papeles melodramáticos como en comedias musicales. También hizo music hall y café concert.

## Radio
En 2008, condujo el programa de radio Con Edda en la ciudad en AM 1110.

## Revista «Playboy»
En 1989 debido a su éxito en el programa Matrimonios y algo más, a Edda se le ofreció la posibilidad de hacer un desnudo artístico completo para la reconocida revista Playboy, oferta que ella no dudó en aceptar.

## Canción homenaje y participación en música
En 1989, el grupo argentino Attaque 77 homenajeó a Edda Bustamante con una canción titulada Caminando por el microcentro, inspirado en la gestualidad de la actriz en la película Correccional de mujeres.
Edda también ha incursionado en la música como cantante y con diversas participaciones con destacados grupos tales como el mismo Attaque 77, Juanse, y Deborah Dixon (invitada a cantar en vivo) y ha presentado su faceta de cantante de rock y tango en algunos escenarios. En el 2012, ha participado en un recitado en el tema Mi Estilo Es Mi Fe del album Visionario del artista argentino-americano Halasius Bradford.
Su proyecto Edda y Jim (en referencia a Jim Morrison), donde Edda fusiona tango y rock, se ha visto parcialmente detenido por algunas vicisitudes, pero desde hace años está en la mira de la artista.